# HMS Raisonnable (1768)
Pour les autres navires du même nom, voir HMS Raisonnable.
Le HMS Raisonnable, parfois écrit « Raisonable », était un navire de ligne de 3e rang de 64 canons. Il a été nommé d'après le navire français Raisonnable qui a été capturé en 1758.
Construit au Chatham Dockyard pour la Royal Navy, il a été lancé le 10 décembre 1768 et commissionné le 17 novembre 1770 à Maurice Suckling, l'oncle d'Horatio Nelson. Ce bâtiment faisait partie de la classe Ardent, et donc comparable au HMS Ardent.
Il participa aux batailles de Copenhague (1801) et du cap Finisterre (1805).
Le Raisonnable est le premier navire où servit Nelson.